# Taraj (tyúk)

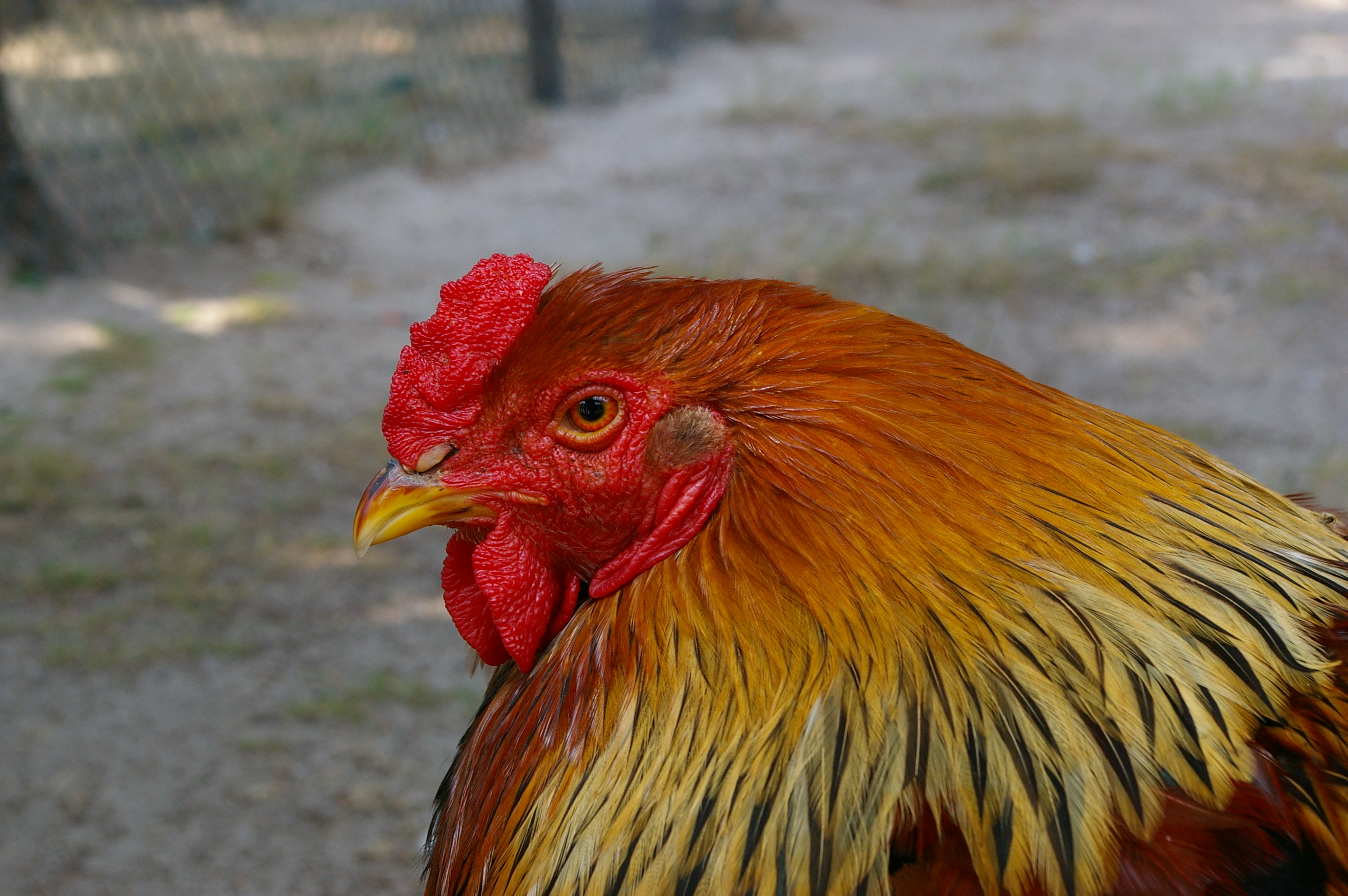
Borsótaraj

A taraj, más néven taréj leggyakrabban egy fésűszerű húsos bőrlebeny a tarajos tyúkok fején. Különösen a kakasoknál fejlődött ki az udvarlás/párzás miatt. 
Egyes tyúkfajták különösen extrém tarajokat viselnek. 
Korábban ételkülönlegességekben is felhasználták a tarajt és ínyencségnek számítottak. Ma már szinte egyáltalán nem kapható. Megfőzik, levakarják róla a bőrbevonatot és recepttől függően készítik el. 
A házi tyúkoknál fajták szerint különböző alakú taraj (processus frontalis), valamit páros torok-, és füllebeny alakul ki. 
Néhány tarajtípus: Egyszerű fűrészes, rózsa, lógó, zászlós, szarv, pillangó, V-taraj, borsó, dió stb.

## Tarajtípusok öröklésmenete

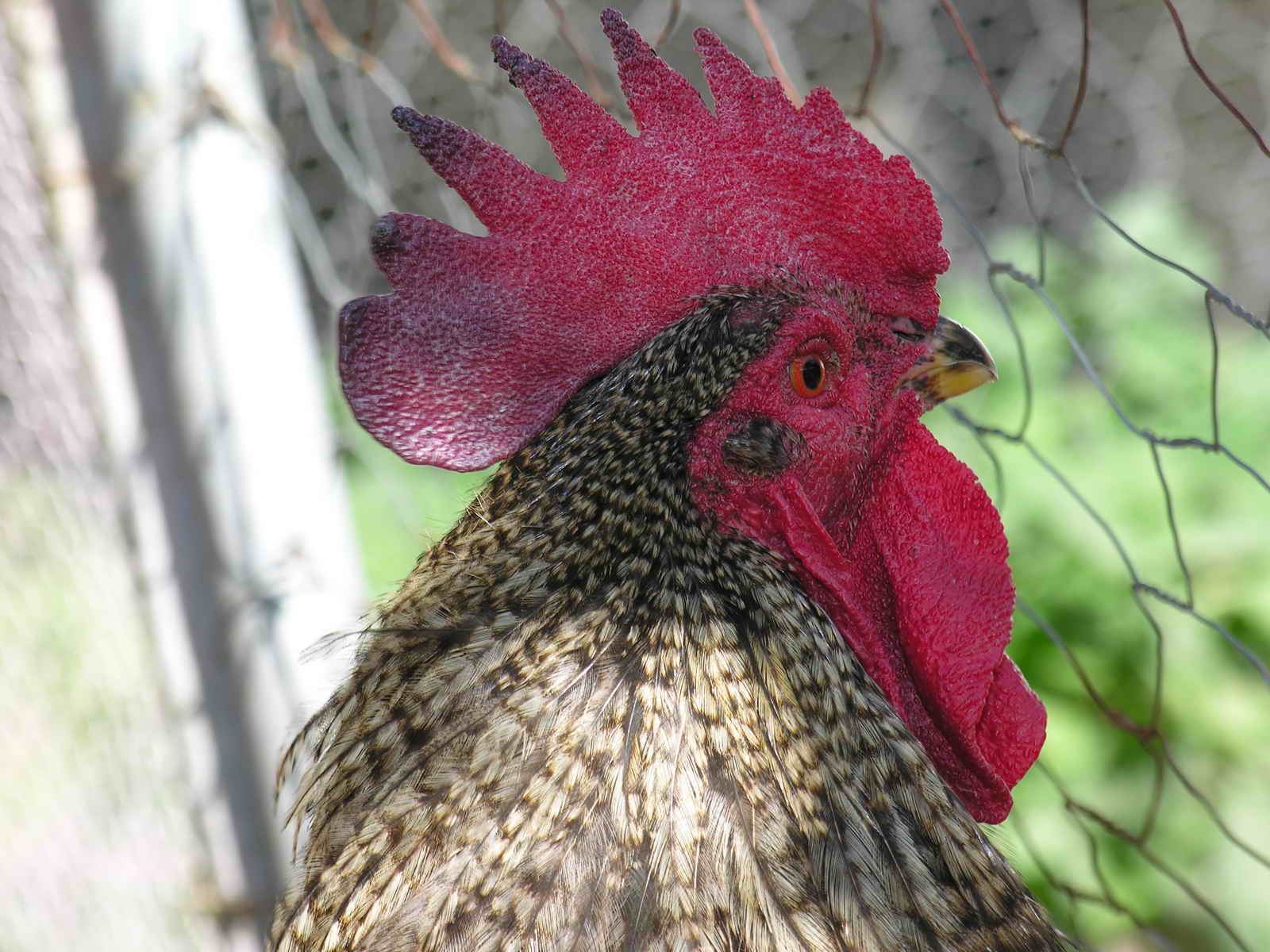
Egyszerű fűrésztaraj

Génkölcsönhatáson alapszik, mely szerint két vagy több nem allél gén hatásban befolyásolja egymást. Ez bonyolultabbá teszi az öröklésmenetet és jelentősen növeli az egyedek változékonyságát. 
- Nem egy allélpárban lévő gének kölcsönhatásának egyik legegyszerűbb formája, ha két domináns gén hatására jelenik meg egy új tulajdonság.

|    | AB       | Ab        | aB         | ab            |
| -- | -------- | --------- | ---------- | ------------- |
| AB | AABB dió | AABb dió  | AaBB dió   | AaBb dió      |
| Ab | AABb dió | AAbb rózs | AaBb dió   | Aabb rózsa    |
| aB | AaBB dió | AaBb dió  | aaBB borsó | aaBb borsó    |
| ab | AaBb dió | Aabb rózs | aaBb borsó | aabb fűrészes |

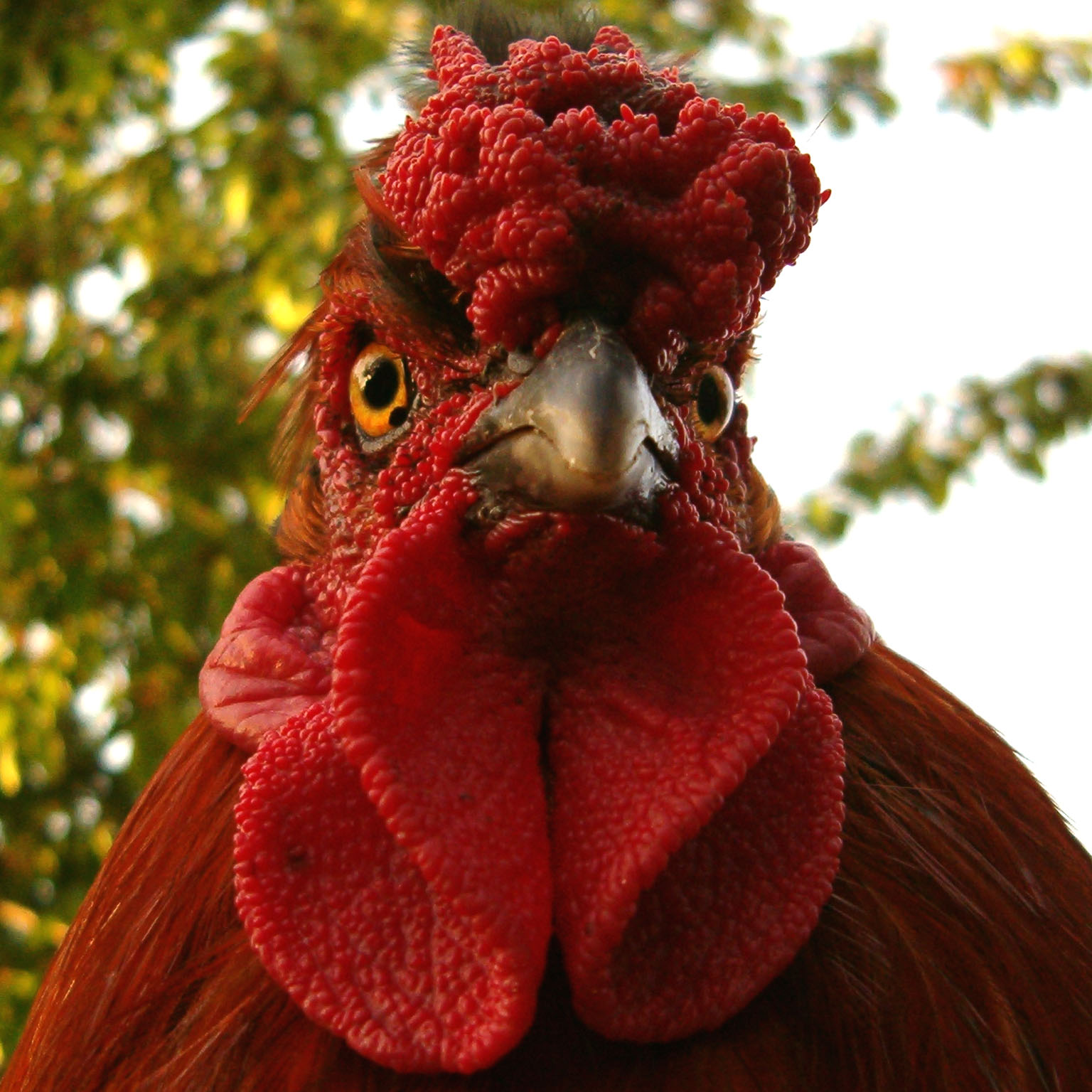
Rózsataraj

- Dió taraj csak akkor alakul ki, ha domináns A gén és a domináns B gén együtt van jelen a zigótában (AABB, AABb, AaBB, AaBb, AABb, AaBb, AaBB, AaBb, AaBb = 9).
- Rózsataraj csak akkor alakul ki, ha csak az A domináns gén van jelen (Aabb, AAbb, Aabb = 3).
- Borsótaraj csak akkor alakul ki, ha B domináns gén van jelen (aaBb, aaBB, aaBb = 3).
- Fűrészes taraj csak akkor alakul ki, ha egy domináns gén sincs a zigótában, vagyis homozigóta recesszív (aabb) genotípusnál.
- Így jön ki a 9:3:3:1 hasadási arány.

Érdekes, ha borsótarajú (aaBB) egyedet egy rózsatarajú (AAbb) egyeddel keresztezünk, abból egy új fenotípus (AaBb; diótaraj) jön létre.